# Джон Вебстер
Джон Вебстер (англ. John Webster; близько 1580 року — близько 1634 року) — англійський драматург, найбільш відомий за трагедіями «Білий Диявол» та «Герцогиня Мальфі», які визнані шедеврами англійської драматургії 17-го століття. Початок його кар'єри пов'язаний з діяльністю Вільяма Шекспіра.

## Біографія
Життя Вебстера маловідоме, і точні дати його народження та смерті нез'ясовані. Його батько, якого також звали Джон Вебстер, був колясочником.  4 листопада 1577 року він одружився з дочкою коваля Елізабет Кейтс, і, ймовірно, саме в цей час народився Вебстер на околицях або в самому Лондоні. Сім'я жила на території парафії святого Гробура. Отець Джон і дядько Едвард Вебстер були вокалістами общини при гільдії Мерчант Тейлорс, а сам Вебстер відвідував школу Мерчант Тейлорс у містечку Саффолк-Лейн (Лондон). 1 серпня 1598 р. Джон Вебстер був зарахований до Міддл Темпл, однієї з мережі шкіл «Інніс оф Коурт». 18 березня 1605 року молодий Вебстер одружився з 17-річною Сарою Пеналл у церкві Святої Мері в Іслінгтоні. Для одруження під час Великого посту, яке було необхідним, оскільки Сара перебувала на сьомому місяці вагітності, потрібно було отримати спеціальний дозвіл. Народжену дитину, Джона Вебстера III, хрестили у парафії Святого Дунстана 8 березня 1606 року.
Більшість з того, що відомо про життя Вебстера, стосується його театральної діяльності. Вебстер все ще писав п'єси в середині 1620-х років, однак Ієрархія Блаженних Ангелів Томаса Хейвуда (яка отримала патент 7 листопада 1634 року) говорить про нього вже у минулому часі, тобто на той час він був уже покійним.
Невідомий жоден портрет, де б був зображений Джон Вебстер.

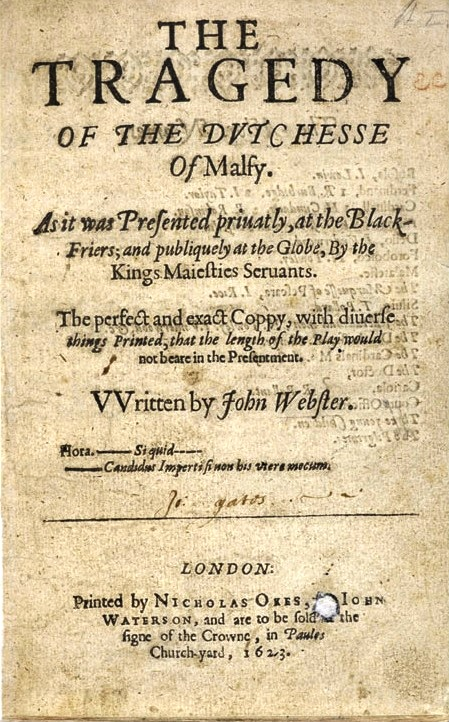
Титульна сторінка п'єси Герцогиня Мальфі, 1623

### Ранні співпраці
До 1602 року Вебстер працював з командами драматургів з історії, більшість з яких ніколи не друкувалися. До них належить трагедія «Падіння Цезара» (написана Майклом Дрейтоном, Томасом Деккером, Томасом Мідлтоном та Ентоні Мундаем), а також у співпраці з Томасом Деккером — «Різдво прийде, але один раз на рік» (1602). Разом з Томасом Деккером Вебстер також написав «Сера Томаса Уайта», який був надрукований у 1607 році і, ймовірно, вперше виконаний ще раніше — у 1602 році. Також на двох комедіях міста: «Вперед на Захід» в 1604 році і «Вперед на Північ» в 1605 році. Також в 1604 році він адаптував п'єсу Джона Марстона «Бунтар» для постановки Королівською трупою.

### Найбільш відомі трагедії
Незважаючи на здатність писати комедії, Вебстер є найвідомішим завдяки його двом видатним англійським трагедіям, що засновані на італійських джерелах. Білий Диявол — це переказ інтриг, що пов'язаний з італійкою Віторією Аккорамбоні, дівчиною, що померла у віці 28 років. Перша постановка у Театрі Ред Булл у 1612  році (опубліковано цього ж року), виявилась провальною, оскільки виявилась занадто інтелектуальною для глядачів. Герцогиня Мальфі вперше була поставлена Королівською трупою близько 1614 року і була більш успішною та вийшла у світ друком через дев'ять років. Він також написав п'єсу «Гіз», засновану на історії Франції, про яку мало що відомо, оскільки жоден текст до наших днів не зберігся.

### Твори пізнього періоду
Джон Вебстер створив ще одну самостійну п'єсу: трагікомедію Диявольське право (близько 1617—1619 років). Пізні міські комедії, створені у співпраці: «Усе, що треба для спокійного життя» (близько 1621 року), разом з Томасом Мідлтоном, та «Лікування для рогоносців» (близько 1624 року), разом з Вілямом Ровлі. У 1624 році, була завершена спільна робота над актуальною п'єсою по мотивам скандалу, що виник незадовго до цього. ЇЇ назва «Тримайте вдову, що розійшлась» (разом з Джоном Фордом, Вільямом Ровлі та Томасом Деккером). Сама п'єса була втрачена, хоча про неї відомо з історичних документів. Вважається, що Вебстер сприяв появі трагікомедії Прекрасна хазяйка готелю разом з Джоном Флетчером, Джоном Фордом, та Філіпом Месенджером. П'єса «Аппій та Віргіінія», скоріш за все написана разом з Томасом Хейвудом. Дата створення п'єси невідома.

## Репутація
Найбільші твори Вебстера, «Білий Диявол» та «Герцогиня Малфі», це страшні, тривожні твори, які, стали фундаментом для готичної літератури кінця вісімнадцятого та початку дев'ятнадцятого століть. Складні, цілісні, витончені та досконало відточені п'єси.

## Вебстер у інших творах
- П'єса вісімнадцятого століття «Фатальний секрет» Льюїса Тіобвала — переробка «Герцогині Малфі». Накладання арістотелівських «єдностей» та щасливого закінчення сюжету.
- Коротка історія «Різдво в Падуї» частина твору Ф. Л. Лукаса «Жінка, одягнена у сонце» (1937). Переказує останні години в грудні 1585 роки Вітторії Аккорамбоні (з оригіналу Білого диявола Вебстера), розповідає історію з іншої точки зору.
- У 1982 році опублікований детективний роман «Череп під шкірою» П. Д. Джеймса.
- Пісня «Мій білий диявол» з альбому «Echo & Bunnymen» 1983 року гурту «Поркопін» називає Вебстера «одним з найкращих» і згадує про дві трагічні п'єси.
- «Вебстер», п'єса Роберта Девіда Макдональда, яка була написана і поставлена в театрі громадянських діячів Глазго, 1984 року.
- Молодий Джон Вебстер, якого грає Джо Робертс, з'являється у фільмі Закоханий Шекспір 1998 року. Його образ є натяком на справжню моторошну роботу Джона Вебстера. Він також є персонажем, який викриває переодягання Віоли у хлопця.
- Фрагмент Другої Сцени Четвертого Акту, п'єси Герцогиня Мальфі показаний у телевізійній екранізації на 1987 BBC TV детективної новели Агати Крісті Забуте вбивство.
- Лінія Вебстера використовується в романі Королева проклятих письменниці Енн Райс.
- У фільмі «Готель» (2001 рік) використані сцени з п'єси «Герцогіня Малфі».
- У 11му епізоді, 2го сезону серіалу Підпільна імперія, п'єса Білий Диявол обговорюється в класі «Принстон».
- Вебстер та його п'єси Білий Диявол та Герцогиня Мальфі згадуються у ліричній пісні Білий Диявол проекту Echo & the Bunnymen, що увійшла до альбому 1983 року Porcupine.[8]